# Kynologie
Met kynologie wordt de studie van de hond aangeduid. De term is, analoog aan bijvoorbeeld biologie, ontleend aan het Grieks (kynos betekent hond), maar kynologie is geen erkende wetenschappelijke discipline. Het woord wordt voornamelijk gebruikt door hondenfokkers en trainers en heeft meestal betrekking op afstamming en vereisten voor rashonden.
Er bestaan verschillende (niet erkende) opleidingen tot kynoloog, bijvoorbeeld van de Raad van Beheer op Kynologisch Gebied in Nederland en de daarbij aangesloten leden (rasverenigingen, regionale kynologenclubs en bijzondere verenigingen).